# Abracadabra

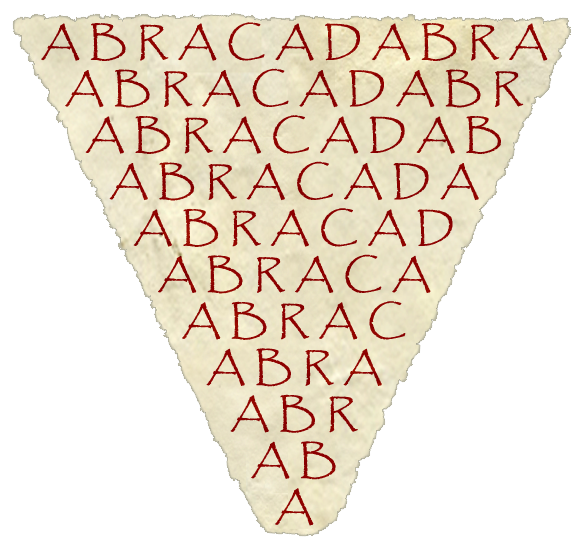
Amuleto contro la peste recante il vocabolo

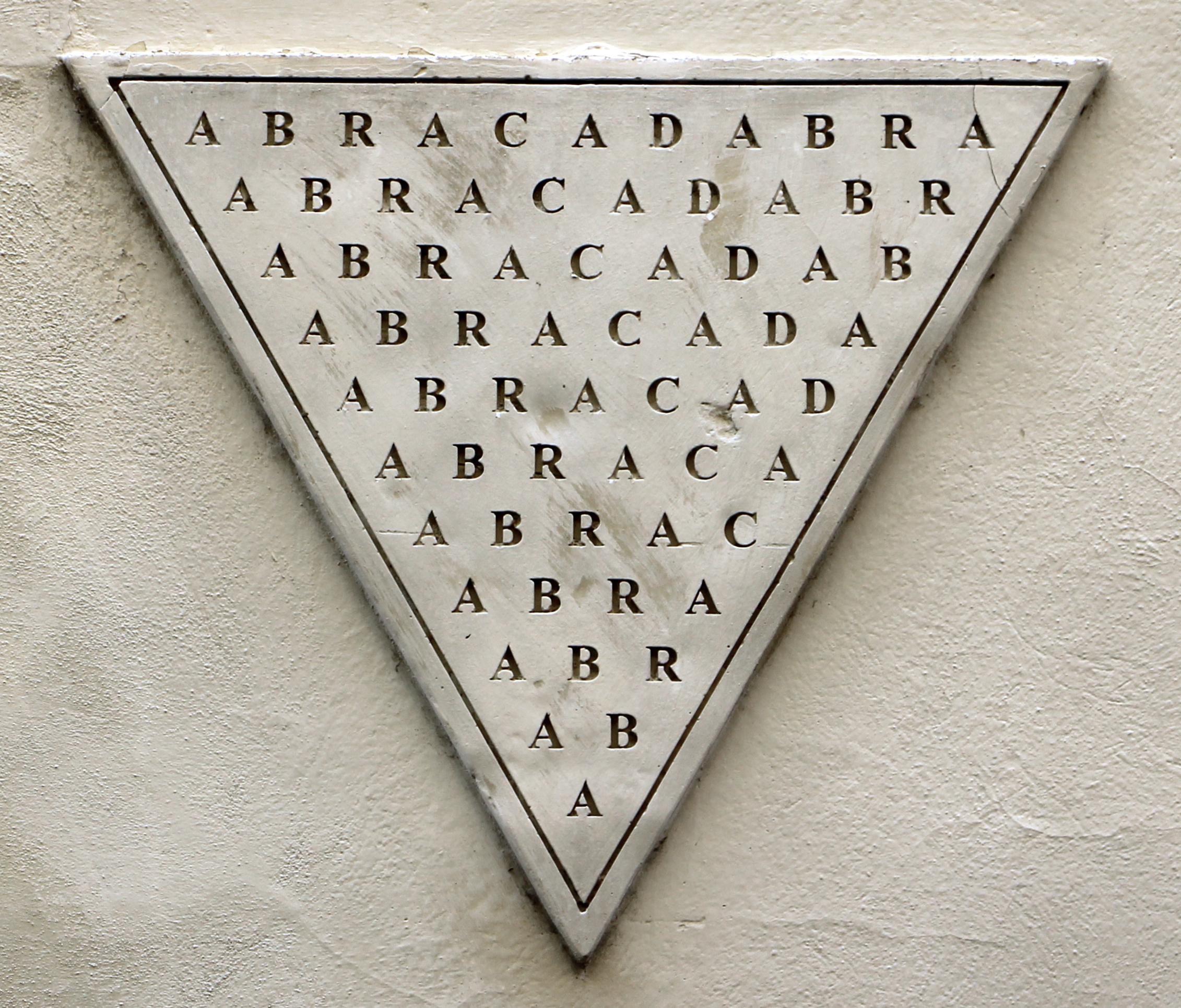
Lapide con il vocabolo

Abracadabra (in greco antico: ἀβρακαδάβρα?) è un vocabolo in uso nella magia mistica antica che nonostante le etimologie proposte è definito per se stesso inintelligibile.
Viene considerata la parola universalmente più adottata fra quelle pronunciate senza traduzione nelle singole lingue.

## Origine
Ci sono varie ipotesi circa l'origine del termine:
- Dall'aramaico Avrah KaDabra che significa "Io creerò come parlo", oppure abhadda kedhabhra, che vuol dire "Sparisci come questa parola"[3]; poche fonti affidabili fanno riferimento all'aramaico;
- Il Dizionario "L'etimologico" definisce la parola come un prestito latino derivante dal greco e che rappresenterebbe uno scongiuro;
- Il Dizionario Treccani ne riporta la scrittura greca ma preferisce non pronunciarsi in modo certo sull'origine della parola;
- Dall'ebraico ha-bĕrakāh dabĕrāh ossia "Pronunciare la benedizione"[1], da Abreq ad habra con significato di "Invia la tua folgore fino alla morte", oppure dall'unione dei vocaboli ab ("padre"), ben ("figlio"), e ruach hacadosch ("spirito santo")[3];
- Dall'arabo Abra Kadabra, che significa "Fa' che le cose siano distrutte";
- Si è pensato anche che la parola possa derivare da Abraxas, una parola gnostica per indicare il nome del Dio increato (origine dei 365 cieli, in quanto la somma delle lettere greche della parola Abraxas ammonta a 365 secondo la numerazione ionica)[2];
- Infine, si è anche avanzata l'ipotesi che Abracadabra fosse il nome di uno dei demoni il cui potere voleva essere ridotto tramite l'incantesimo.

## Usi nella storia
Questa parola era probabilmente utilizzata da popoli di lingua aramaica o araba, che la utilizzavano prevalentemente come incantesimo per curare alcune malattie, come febbri e infiammazioni, e per scacciare i demoni.
La prima testimonianza conosciuta si trova nel Liber medicinalis di Quintus Serenus Sammonicus (III secolo d.C.), medico presso l'imperatore romano Caracalla, il quale prescrisse che il paziente malato indossasse un amuleto contenente la parola scritta in forma di un triangolo capovolto. Questo, egli spiegava, avrebbe diminuito il potere dello spirito della malattia sul paziente. Altri imperatori, fra cui Geta e Alessandro Severo, furono seguaci degli insegnamenti medici di Serenus Sammonicus ed utilizzarono l'incantesimo.
Rimase molto in voga ed utilizzata per tutto il Medioevo a scopo magico-rituale.
Durante l'epidemia di peste del Seicento, inoltre, era comune incontrare a Londra triangoli dell'Abracadabra appesi sugli stipiti delle porte per proteggersi dalla malattia.
Carlo Levi, nel suo libro autobiografico Cristo si è fermato a Eboli,  dà testimonianza dell'uso del triangolo dell'Abracadabra dai contadini della Lucania. Veniva posto rivolto verso l'alto e solitamente portato come ciondolo in metallo o come foglietto scaramantico.
Al giorno d'oggi è utilizzata da alcuni prestigiatori come parola magica durante i loro spettacoli d'illusionismo.

## Nella cultura di massa
- Nel mondo fittizio della serie di romanzi Harry Potter, creato da J. K. Rowling, vi è una separazione tra mondo magico e mondo non magico, quest'ultimo all'oscuro dell'esistenza del primo. In questo universo narrativo, la parola Abracadabra è utilizzata nel mondo non magico e deriverebbe da Avada Kedavra, formula di un incantesimo che uccide il soggetto che lo riceve e probabilmente deriva dall'aramaico abhadda kedhabhra precedentemente menzionato.
- Abracadabra è il titolo di una canzone dello Zecchino d'Oro 1968, ma anche della Steve Miller Band, di Viola Valentino e infine di Lady Gaga.